# Ruth Karina
Ruth Karina Armas Ríos (Pucallpa, 1 de marzo de 1973), conocida artísticamente como Ruth Karina, es una cantante peruana de tecnocumbia, cumbia amazónica, merengue, salsa y música cristiana. Saltó a la fama junto al grupo Euforia a finales de la década de 1990.

## Biografía
Hija menor de un matrimonio con cuatro hijas, nació en la ciudad de Pucallpa. Desde adolescente empezó su carrera artística cantando en agrupaciones de música tropical de Ucayali y Loreto. Posteriormente formó en Iquitos, donde se crio años después, el grupo Euforia, con quien cosechó diversos éxitos como «Ven a bailar», versión del tema brasileño «Canto envolvente» de Canto da Mata. La canción fue conocida a nivel nacional gracias a un episodio ocurrido en el programa Magaly TeVe, cuando Ruth Karina junto a la conductora Magaly Medina se quitaron el calzón al ritmo de la música. El tema musical fue luego apodado popularmente como «El baile del calzón».
Radicada ya en Lima, participó en diversos programas televisivos, tanto talk shows como de humor, promocionando sus canciones. En 1998 participó interpretando «Ven a bailar» en Pantaleón y las visitadoras de Francisco Lombardi, película peruana basada en la novela homónima de Vargas Llosa.
Como solista también tuvo éxito con temas como «Sangre caliente», «Baila conmigo», «Lloras por mi» y «Menéalo». En 2002 contó la participación de Carlos Rincón, quien obtuvo una Gaviota de Plata en Viña del Mar 2002. Además, produjo su disco Sigue mi ritmo con su sencillo «Pa' gozar».

### Polémicas
«El siki siki» fue una canción de tecnocumbia que Ruth Karina hizo parte de sus presentaciones en vivo. Fue originalmente grabado por otra intérprete del género, Ana Kohler, que la remplazó al frente del grupo Euforia. Aun así existe la polémica en cuanto al reconocimiento de la vinculación con ambas cantantes y quien consiguió el éxito musical para la canción. El ziqui ziqui es un cover de Zig Zag da Marujada del grupo Boi Caprichoso de Brasil.
La rápida fama le hizo tener problemas de salud y sicológicos, sufriendo bulimia. En diciembre de 2007 se sometió a una operación de aumento de pecho, quedando en coma debido a un efecto del anestésico. Por este episodio, y problemas sentimentales, se reconvirtió al cristianismo evangélico.
Ruth Karina es defensora del colectivo ultraconservador, vinculado con la derecha cristiana y el fujimorismo, Con mis hijos no te metas.
En 2018 se vio envuelta en un escándalo político al filtrarse audios en que le pedía favores a César Hinostroza, juez investigado por el caso Los Cuellos Blancos del Puerto.

## Discografía
- 2000: Sangre Caliente
- 2002: Sigue mi Ritmo
- 2004: Grandes Éxitos
- 2006: Ayer, Hoy y Siempre[22]

## Filmografía
- 1999: Pantaleón y las visitadoras